# Rodolphe Wytsman

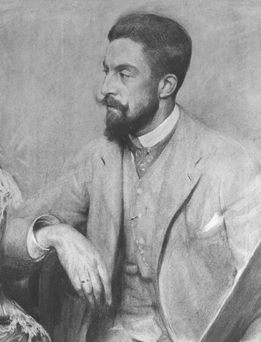
Lucien Wollès: Rodolphe Wytsman (1897)

Rodolphe Wytsman (* 11. März 1860 in Dendermonde; † 2. November 1927 in Linkebeek) war ein belgischer Landschaftsmaler, Aquarellist, Radierer und Lithograph. Er gilt als einer der bedeutendsten Vertreter des belgischen Impressionismus Ende des 19. bis Anfang des 20. Jahrhunderts und war einer der Gründungsmitglieder von Les XX, einer Gruppe von belgischen Avantgarde-Künstler.

## Leben

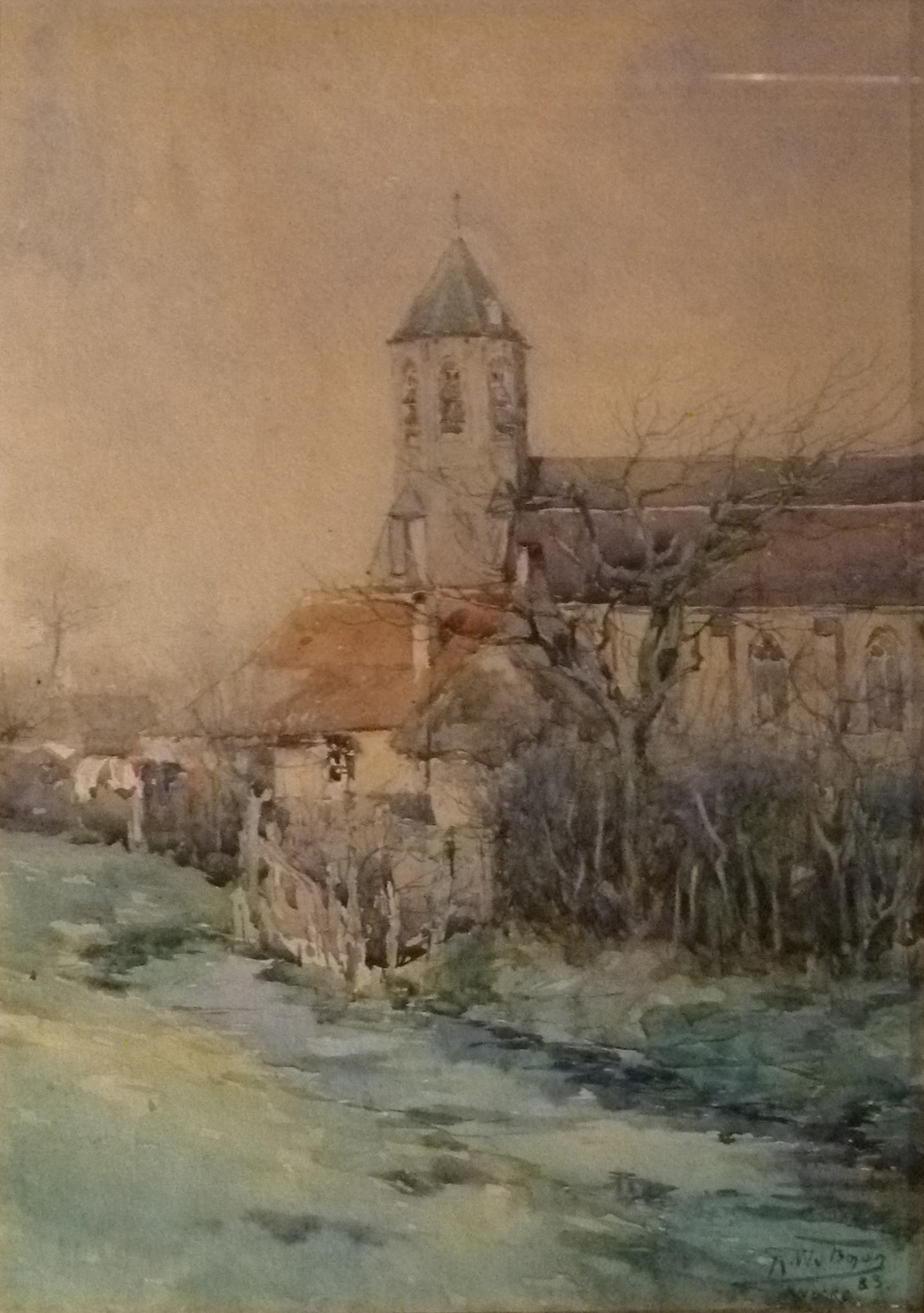
Kirche in Knokke

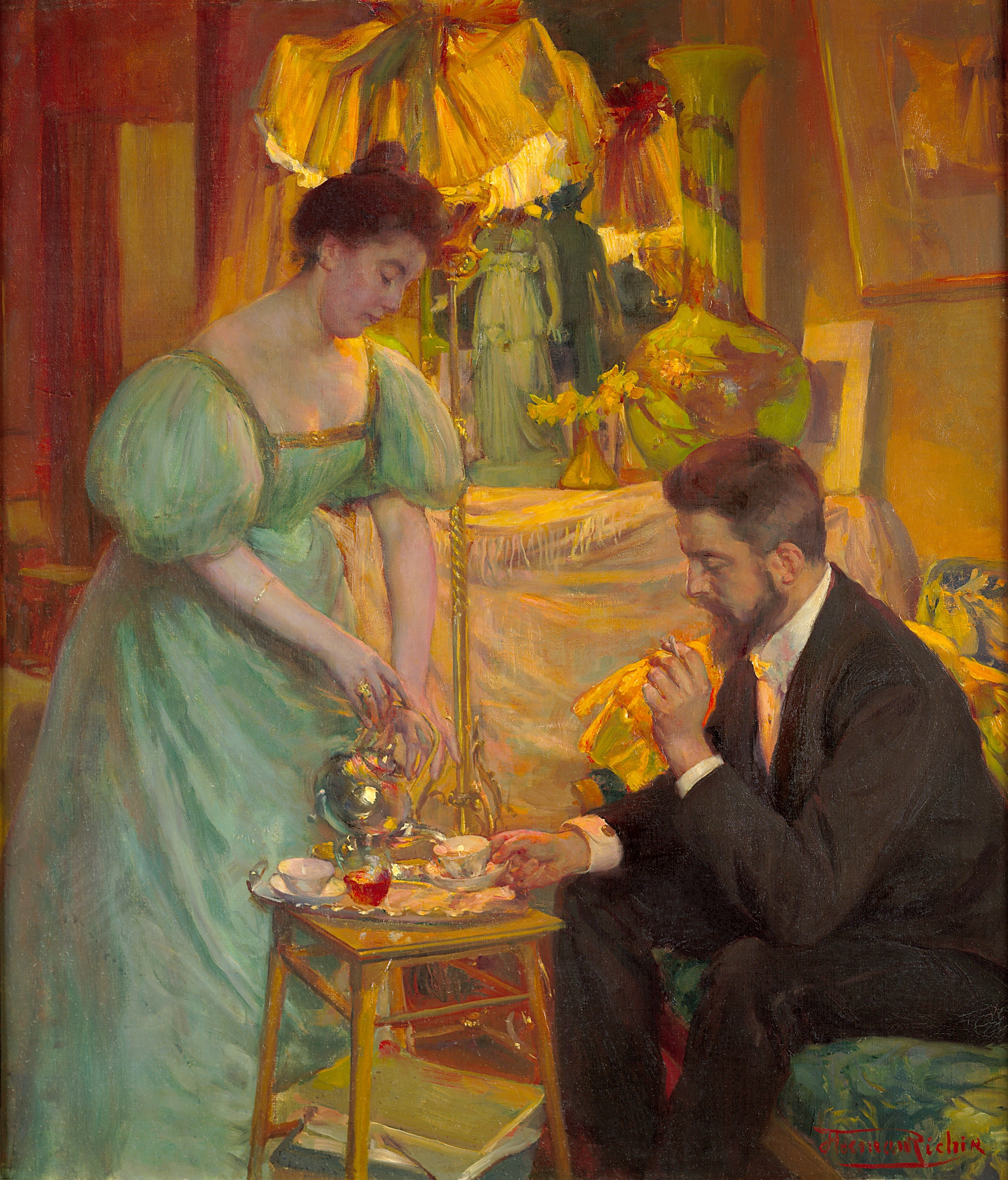
Herman Richir's Gemälde Der Tee (1896) zeigt das Künstlerehepaar Juliette und Rodolphe Wytsman

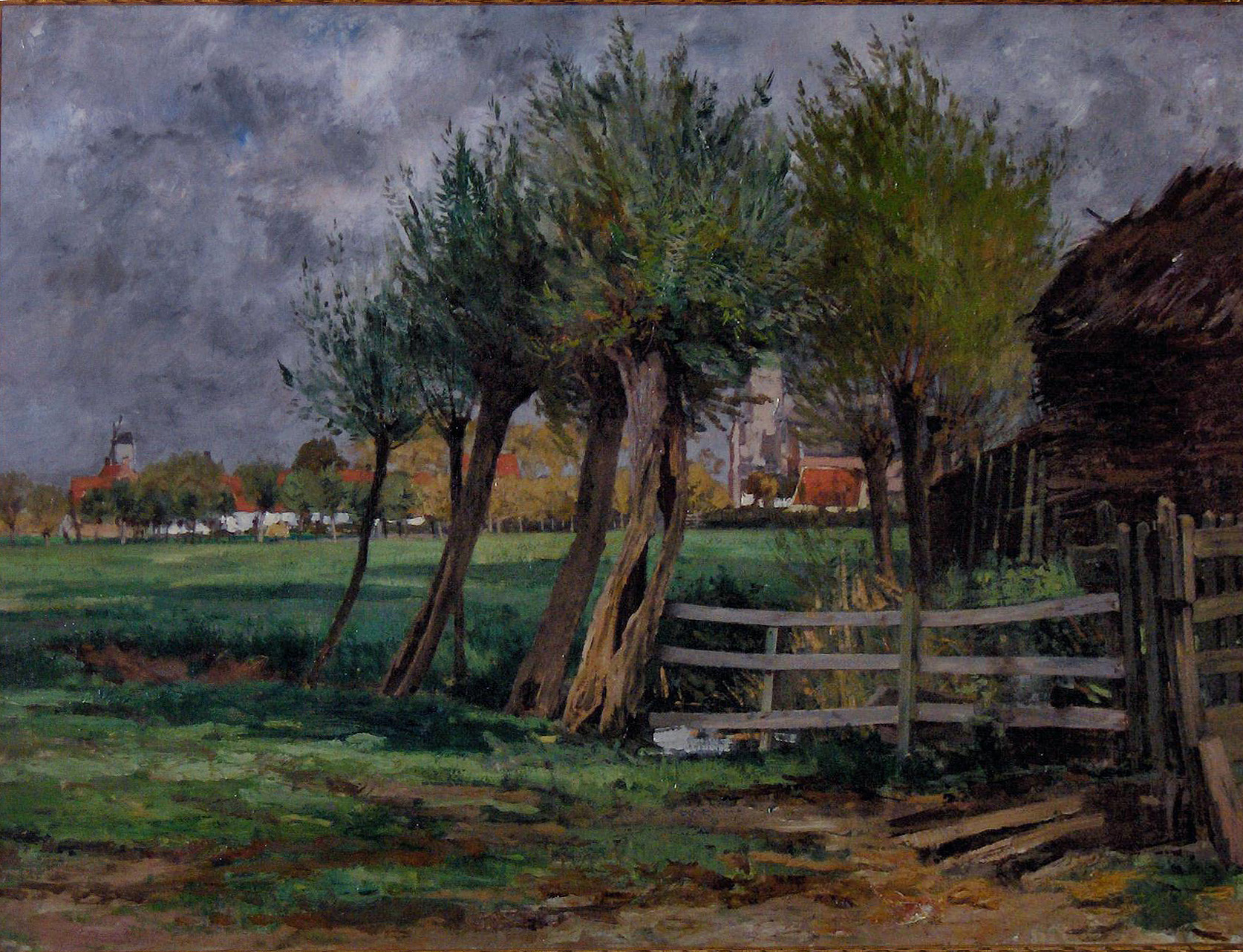
Flaches Land

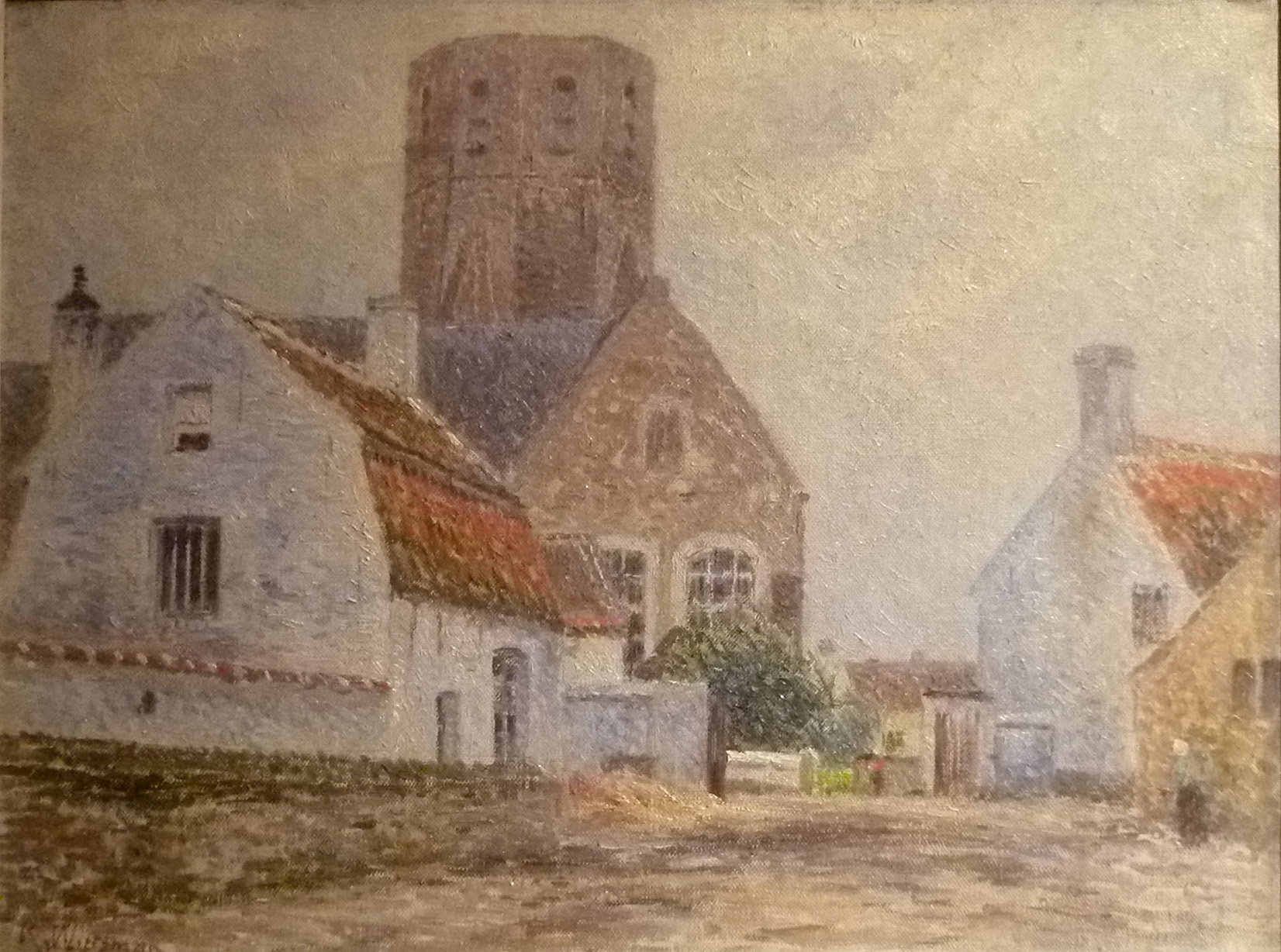
St.Nikolas in Westkapelle

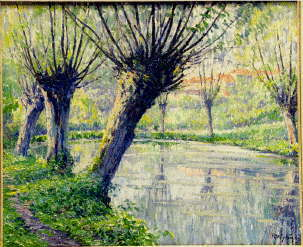
Weiden

### Kindheit und Ausbildung
Rodolphe Wytsmann wurde als Sohn von Klemens Wytsmann und Emma-Maria Cockuyt 1860 in Dendermonde geboren. Der Vater war neben seinem Beruf als Notar in Dendermonde ein anerkannter Historiker, Numismatiker, Komponist und Stadtplaner. Zu seinem Bekanntenkreis zählten neben den flämischen Komponisten François-Auguste Gevaert und Peter Benoit auch der französische Schriftsteller Victor Hugo. Nach dem frühen Tod des Vaters im Jahr 1870 zog seine Mutter mit den Kindern in ihre Heimatstadt Gent, wo Rodolphe seine Schulzeit verbrachte.
Im Alter von 13 Jahren begann er seine künstlerische Ausbildung an der Genter Kunstakademie bei dem auf Blumenstillleben spezialisierten Jean Capeinick (1838–1890), der auch als Lehrer von Théo van Rysselberghe tätig war.
Auf Wunsch der Mutter beendete Wytsmann widerwillig seine künstlerische Ausbildung, um eine Tätigkeit in einer Garnhandlung aufzunehmen. Nach drei Jahren gab er diese Anstellung gegen den Willen der Mutter wieder auf und setzte seine Ausbildung der der Kunstakademie bei Théodore-Joseph Canneel und Julius de Keghel fort. Hier machte der jungen Künstler Bekanntschaft mit Théo van Rysselberghe, Armand Heins und Gustave Vanaise, mit denen er Flusslandschaften an der Schelde und Lys vorwiegend im realistischen Stil zeichnete. Besonders mit Armand Heins sollte ihn eine lebenslange Freundschaft verbinden. Im Jahr 1880 nahm er mit dem Gemälde Die Nacht erstmals auf dem Kunstsalon von Gent teil.
Im Jahr 1881 zog Rodolphe Wytsman nach Brüssel und setzte seine Ausbildung an der Kunstakademie bei Jean Portaels, Joseph Stallaert und Joseph van Severendonck fort. Hier schloss er sich der Künstlergruppe um Eugène Broerman, François Halkett, Frantz Charlet und Théo van Rysselberghe an. Stilistisch wandte er sich in Brüssel zunehmend dem Impressionismus zu. Auf der Brüsseler Akademie machte der Bekanntschaft mit Mitgliedern der im März 1876 gegründeten Künstlergruppe L'Essor, der unter anderem der Bildhauer Julien Dillens, und die Maler Léon Frédéric, James Ensor, Jean Delville, Henry de Groux und Albert Baertsoen angehörten.

### Die frühen Jahre
1882 beendete er sein Studium an der Brüsseler Kunstakademie und begann eine Studienreise nach Italien, die von einem Freund seines verstorbenen Vaters finanziert wurde. Er besuchte gemeinsam mit belgischen Künstlern, die er in Gent und Brüssel kennengelernt hatte, Rom und die Neapolitanische Küste. Im Mai 1883 kehrte er nach Brüssel zurück und stellte im gleichen Jahr in Gent beim Cercle Artistique aus. Seit 1883 besuchte er in den Sommermonaten die Künstlerkolonie der belgischen und französischen Impressionisten in Knokke, der sich in den 1890er Jahren auch Camille Pissarro anschloss. Hier entstanden zahlreiche Bilder von Küsten- und Dünenlandschaften sowie Bildern von ortstypischen Gebäuden, wie Windmühlen und Kirchen.
In den Wintermonaten lebte Wytsman in Brüssel, zunächst in Schaerbeek, in der Van-Dyckstraat 14, später in der Neuchâtelstraat 17.
Im Oktober 1883 war Rodolphe Wytsman eines der Gründungsmitglieder der belgischen Künstlervereinigung Société des Vingt (Les XX). Bis 1887 stellte Wytsman regelmäßig auf den jährlichen Ausstellungen der Gruppe aus. Am 23. Mai 1987 verließ Wytsman, gemeinsam mit Isidore Verheyen die Künstlervereinigung aus persönlichen Gründen und entwickelte sich künstlerisch weiter.
Nach der Auflösung der Gruppe Les XX im Jahr 1893 schloss sich Rodolphe Wytsman der Künstlergruppe La Libre Esthétique an, die sich weiterhin dem Symbolismus, Luminismus und dem Post-Impressionismus verbunden fühlten.

### Künstlerehepaar Juliette und Rodolphe Wytsman
Im Atelier des Genter Malers Jean Capeinick lernte Rodolphe Wytsman die Landschaftsmalerin Juliette Trullemans kennen. Das Paar heiratete am 16. Februar 1886 und lebte zunächst im Leopold-Viertel in Brüssel. Das Ehepaar widmete sich gemeinsam der Freiluftmalerei. Es entstanden zahlreiche Gemälde, Drucke und Pastelle von Landschaften im Brabant, von Brügge, in der Umgebung von Knokke und im Maastal sowie Zeichnungen von Pflanzen. Beeinflusst durch die Ausstellung der französischen Impressionisten variierte Wytsman seine Maltechnik und wandte sich die Malerei mit feinen Strichstärken zu.
Im Jahr 1892 erwarb das Ehepaar im Brüsseler Vorort Linkebeek das Anwesen Les Tournesols (Die Sonnenblumen), in dessen Umgebung zahlreiche Zeichnungen und Gemälde entstanden.
Das Ehepaar Wytsmann wurde ein fester Bestandteil der Brüsseler Künstlergemeinschaft um den Schriftsteller und Kunstkritiker Camille Lemonnier, den Bildhauer Charles van der Treppe und den Maler Emile Claus. Gemeinsam mit Claus, Jenny Montigny, Anna De Weert, Gustave de Smet und Frits van den Berghe gehörten beide zu den wichtigsten Vertretern des Luminismus innerhalb des Neo-Impressionismus in der belgischen Malerei. In der frühen Schaffensperiode sind seine Bilder durch Elemente des Realismus und des frühen Impressionismus geprägt.
Das Ehepaar zog 1900 vom Leopold-Viertel nach Ixelles in die Keyenveldstraat 39.

### Erster Weltkrieg
Nach Ausbruch des Ersten Weltkrieges flüchteten die Wytsmans in die neutralen Niederlande. In Rotterdam arbeiteten sie mit zahlreichen anderen belgischen Emigranten zusammen. Sie unternahmen auch hier Reisen aufs Land und zeichneten hier Bilder von Dörfern, Moor- und Wald- und Küstenlandschaften um Overschie, Bergplaats und Oisterwijk. Das Ehepaar gründete die Rotterdam Art Society und unterstützte damit die belgischen, emigrierten Künstler in den Niederlanden. Insbesondere mit dem jungen Maler und Bildhauer Rik Wouters war das Ehepaar freundschaftlich verbunden. Nach dem frühen Tod Wouters im Jahr 1916 hielt Rodolphe Wytsman die Grabrede.
Im Jahr 1916 gehörte Rodolphe Wytsman zusammen mit Isidore Opsomer, Maurice Guilbert und dem Amsterdamer Museumskonservator Baard zum Organisationskomitee einer Ausstellung belgischer Maler im Amsterdamer Stedelijk-Museum. Im Jahr 1917 wohnte und arbeitete das Ehepaar zeitweilig in Mook en Middelaar, 1918 in Oisterwijk.

### Nachkriegsjahre
Nach dem Krieg kehrte Rodolphe gemeinsam mit Juliette nach Lintebeek zurück. Das Ehepaar zog sich weitgehend aus dem öffentlichen künstlerischen Leben zurück. Kurz vor dem Tod Juliettes bereiteten sie eine Doppel-Retrospektive ihrer Gemälde vor. Juliette starb am 8. März 1925 in ihrem Haus in Ixelles. Rodolphe überlebte sie zwei Jahre.
Neben der Malerei widmete sich Rodolphe Wytsman auch der künstlerischen Ausgestaltung von Projekten des Architekten George Hobé. So arbeitete er 1902 an einem Projekt in Turin und 1906 in Mailand mit ihm zusammen. Er unterrichtete – ebenso wie seine Frau – zahlreiche Zeichenschüler. Zu seinen Schülerinnen gehörte auch Maria Luise von Hohenzollern-Sigmaringen.

## Trivia
Herman Richir verewigte 1896 das Ehepaar Wytsman in dem Gemälde Le thé, das im Museum in Ixelles ausgestellt wird. Im gleichen Museum ist eine Porträtzeichnung von Rodolphe Wytsman zu finden, die Jehan Frison angefertigt hat.
Im Jahr 1897 fertigte der Maler Lucien Wollès ein Doppelportrait von Juliette und Rodolphe Wytsman an, welches Jean Van den Branden 1928 zusammen mit 50 anderen Gemälden des Ehepaar Wytsman den Königlichen Museen der Schönen Künste von Belgien geschenkt hat.
Die Werke von Rodolphe Wytsman erzielen in der Gegenwart auf renommierten internationalen Auktionen regelmäßig einen fünfstelligen Euro-Erlös.

## Werke (Auswahl)
- Die Nacht (1880)
- Stillleben mit einer Rose und Iris (1882)
- Kirche in Knokke (1883)
- Herbstweg (1884)
- Drucke und Pastels (Serie): Herbst (1887)
- Teich in La Hulpe (1890)
- Nach dem Gewitter in Brabant (1900)
- Blühende Felsen in Finchal (Madera, 1904)
- Felsen von Poilvache (1911)
- Die Wassermühle (1919)
- Morgen in Linkebeek (1921)
- Das Tal der Amblève (1923)
- Blick auf ein Gehöft und eine Mühle in Krailingen (1925)
- Dordrecht. Blick über die Merwede auf die Grote Kerk
- Weiden im Frühjahr am Flussufer
- Sommernachmittag (Verrewinckel)
- Schiffe am Strand von Scheveningen
- Flusslandschaft in Holland
- Overschie – Herbstmorgen
- Overschie
- Boote auf einem Kanal in Overschie
- Landschaft in Dilbeek
- Die alte Wassermühle
- Blick auf St. Anna ter Muiden
- Großer Baum in Verrewinckel
- Auderghem

## Ausstellungen (Auswahl) und Museen mit Werken von Rodolphe Wytsman
Zu Lebzeiten nahm Rodolphe Wytsman, häufig zusammen mit seiner Frau, an verschiedenen Ausstellungen und Kunstsalons u. a. in Paris, Berlin, Turin und Warschau teil.
- Kunstsalon Gent, 1880
- mehrfache Teilnahme an der Triennale der Kunstsalons in Antwerpen, Brüssel und Gent
- Salon der „Les XX“
- Doppelausstellungen mit seiner Frau Juliette Wytsman, Brüssel 1888 und 1893
- Internationale Kunst-Ausstellung Berlin, 1891 veranstaltet vom Verein Berliner Künstler anlässlich seines fünfzigjährigen Bestehens
- Kunstsalon Oostende, 1894
- Exposition Universelle Internationale 1900, Paris
- Internationale Kunstgewerbeausstellung Turin, 1902
- Tentoonstelling van waterverfschilderingen, pastels, etsen en andere, Antwerpen 1903
- Belgische Kunstausstellung in der Halle Zachrete, Warschau 1907
- Belgische Kunstausstellung, Berlin 1908

Mit folgenden Gemälden war Rodolphe Wytsman auf den Salons der Société des Vingt (Les XX) vertreten:
- - 1884: Das Mühlengehöft (Flandern), Blumen (Westflandern), Teich (Dünen in Knokke)
  - 1885: Die Mühle von Knokke, Der Schnee, In Melle im Spätherbst, In Boitsfort, Grasland.
  - 1886: Der Schnee, Mohn und Mohnkapseln, Dämmerlicht, In Boitsfort, Wald bei regnerischem Wetter, Der Teich (Ixelles), Gartenecke am Abend, Spätherbst und eine Serie von Drucken und Pastels
  - 1887: Herbst, Gartenecke, Ende November, Wassermühle, Der Delfter Kanal am Abend, In Delft

Seine Werke werden heute weltweit, aber insbesondere in belgischen Museen gezeigt:
- Amsterdam, Stedelijk Museum
- Antwerpen, Königliches Museum der Schönen Künste.
- Brüssel, Königliche Museen der Schönen Künste von Belgien
- Brüssel, Musée Camille Lemonnier
- Ixelles / Brüssel, Ixelles Museum
- Dendermonde, Stedelijke Musea
- Sint-Joost-ten-Node, Museum Charlier
- Gent, Museum voor Schone Kunsten
- Liège, Musee d’Art Wallon
- Ostende, Mu.zee
- Barcelona
- Tokio
- Buenos Aires